# Icke-kommersiell
|  | Wiktionary har en ordboksartikel om icke-kommersiell. |

Icke-kommersiell (efter engelskans non-commercial) syftar på en handling eller verksamhet som inte utförs i vinstintresse. Motsatsen är kommersiell – något som i första hand tjänar vinstintressen och är inriktad på affärsverksamhet.

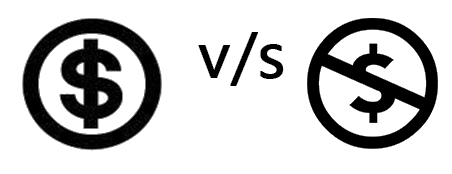
Creative Commons-licenser kan innehålla en "icke-kommersiell" klausul med svårdefinierbar betydelse.

Exempelvis räknas ofta reklamfri närradio producerad av ideella föreningar och dess volontärer som icke-kommersiell verksamhet.

## Upphovsrätt och licenser
Vissa Creative Commons-licenser inkluderar en icke-kommersiell klausul som kan vara svår att definiera och applicera. I en undersökning utförd 2008 i USA tolkade vissa respondenter begreppet som antingen:
- "Om jag inte har något att vinna på det, då är det icke-kommersiellt"
- "Om du har råd att betala för det, gör det; annars är det okej ändå" (shareware-filosofi)
- "Det som vi anser ha ”äkta” utbildande syfte"

Flera bedömare anser att den betydelsen av ordet legala definitionen av ordet icke-kommersiell (i förhållande till upphovsrättslicenser) endast kan definieras av prejudicerande domar i relevanta domstolar. Få sådana rättsfall har ännu (2014) avgjorts.

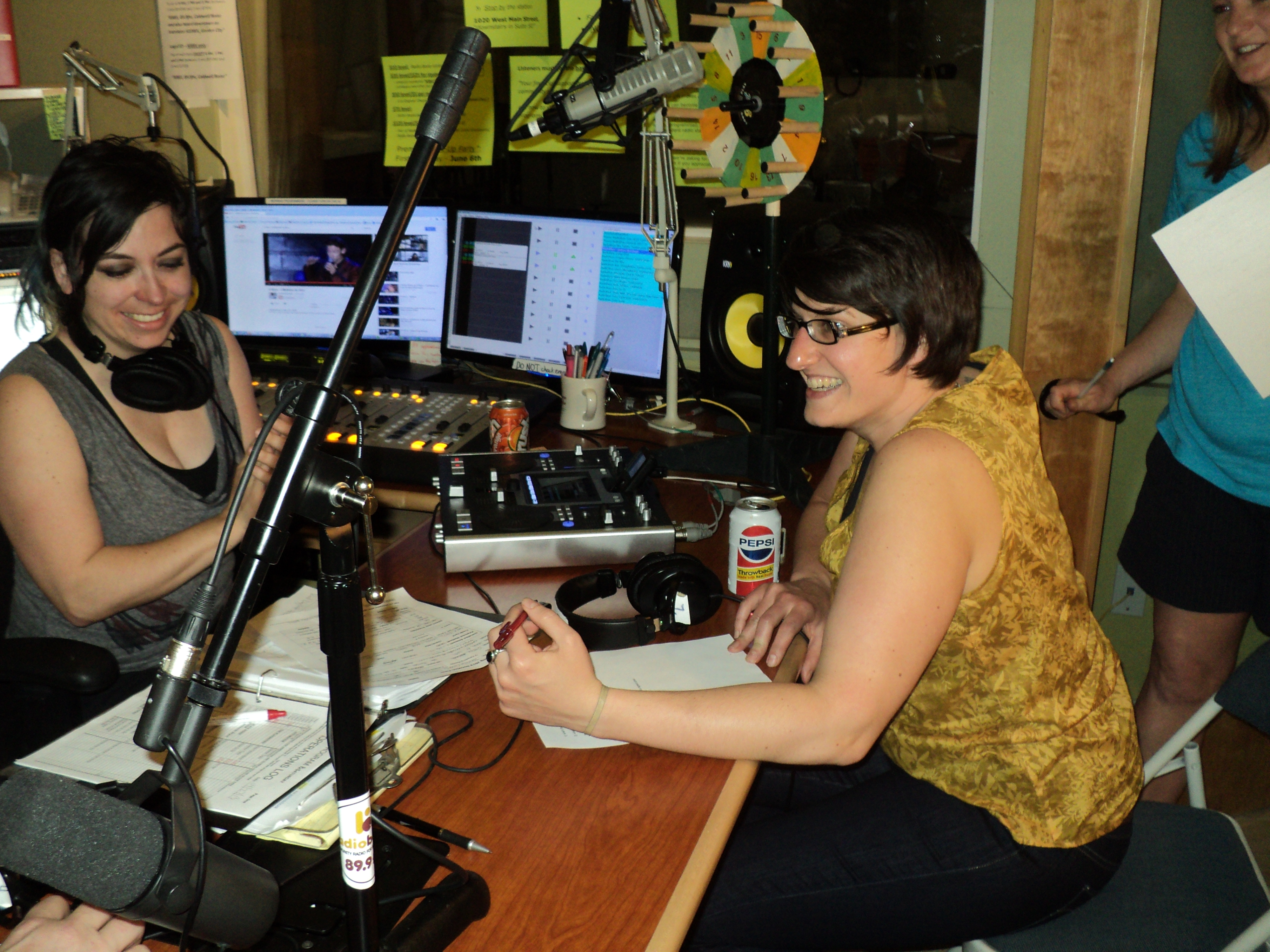
Närradio-verksamhet produceras ofta(st) på icke-kommersiell basis.

## Etermedier
Mediebegreppet public service (först använt på 1920-talet om det brittiska radioföretaget BBC:s verksamhet) syftar bland annat på etermedier som arbetar i allmänhetens tjänst – i tänkt motsats till "kommersiella", marknadsstyrda intressen. Public service-bolag (inklusive svenska SVT och Sveriges Radio) fungerar dock delvis på en marknad och producerar sina program med avlönad personal (yrkesmässig produktion).